# Roman Anoškin
Roman Sergeevič Anoškin (in russo Роман Сергеевич Аношкин?; Puškino, 31 agosto 1987) è un canoista russo, vincitore della medaglia di bronzo nel K1 1000m a Rio de Janeiro 2016.

## Palmarès
- Olimpiadi

Rio de Janeiro 2016: bronzo nel K1 1000m.
- Mondiali

Milano 2015: bronzo nel K1 500m.
- Europei

Mosca 2016: argento nel K4 1000m.
- Giochi europei

Minsk 2019: bronzo nel K2 1000m.